# Błażej Szablikowski
Błażej Marek Szablikowski – polski fizyk, doktor habilitowany nauk fizycznych związany z Wydziałem Fizyki UAM w Poznaniu.

## Życiorys
Studia z fizyki ukończył na poznańskim Wydziale Fizyki UAM w 2002 (praca magisterska: Teoria klasycznej R-macierzy dla hamiltonowskich całkowalnych bezdyspersyjnych układów w wymiarze (1+1) oraz (2+1)). Doktoryzował się na macierzystym wydziale w 2006 na podstawie pracy pt. Całkowalne bezdyspersyjne układy oraz ich całkowalne dyspersyjne deformacje (promotorem pracy magisterskiej oraz doktorskiej był Maciej Błaszak). Staż podoktorski odbył na Wydziale Matematyki Uniwersytetu w Glasgow.
Habilitował się w 2017 na podstawie oceny dorobku naukowego oraz cyklu publikacji pt. Algebraiczne i geometryczne metody w teorii całkowalnych układów polowych. Na macierzystym Wydziale Fizyki UAM pracuje jako adiunkt w Zakładzie Fizyki Matematycznej.
Swoje prace publikował m.in. w „Journal of Physics A: Mathematical and General", „Journal of Mathematical Physics" oraz „Applied Mathematics and Computation".